# Carlos Eduardo Ventura
Carlos Eduardo Ventura (født 15. marts 1974) er en tidligere brasiliansk fodboldspiller.